# Huehuetla
La municipalité ou municipe de Huehuetla (État de Puebla, Mexique) se trouve dans Sierra Nord de Puebla dans la zone montagneuse de transition entre la Sierra de Puebla et la Sierra de Papantla dans l'État de Veracruz. 
Il s'agit d'un municipe dont la population de 15 689 habitants (en 2010) est amérindienne à 89 %,  de langue de totonaque (principalement) et nahua. Le territoire de la commune présente la particularité d'être constitué de deux entités séparées, Huehuetla à proprement parler qui inclut un chef-lieu du même nom, et le territoire distinct de San Juan Ozelonacaxtla qui a le statut de « Junta Auxiliar ».
Par ailleurs le territoire de Huehuetla inclut 10 villages (au statut de « rancheria ») : Putaxcat, Lipuntahuaca, Chilocoyo de Guadalupe, Chilocoyo del Carmen, Leakaman, Cinco de Mayo, Xonalpu, Putlunichuchut, Kuwik Chuchut et Francisco Ignacio Madero.